# 比洛克西 (密西西比州)
比洛克西（英語：Biloxi）是美国密西西比州哈里森縣的一個城市，是該縣兩個縣治之一。位於墨西哥灣畔。面積120.5平方公里。2000年人口50,644人，時為該州第三大城市。2006年受颶風卡特里娜影響，人口下降至44,342人，為第四大城市。1699年建立。